# Едигаров, Исрафил-бек Мустафа-бек оглы
Исрафил-бек Мустафа-бек оглы Едигаров (1815—1885) — российский военачальник, генерал-лейтенант.

## Биография

### Начало жизни
Исрафил бек Едигаров родился 15 декабря 1815 в селе Качагани, Борчалинского уезда Тифлисской губернии. Из дворян. Общее образование получил в частной гимназии в Тифлисе.

### Карьера
1 сентября 1834 года добровольцем начал службу в Закавказском конно-мусульманском полку. Был награждён серебряной медалью с надписью «За храбрость» для ношения на шее. 5 октября 1835 года произведён в прапорщики. 23 декабря 1839 года за отличие в сражениях против горцев Исрафил бек был произведён в подпоручики, с оставлением при начальнике штаба Отдельного Кавказского корпуса.
C 10 января 1846 года штабс-ротмистр.
В 1848 году награждён орденом Святой Анны 3-й степени. Получивший 3 апреля 1849 года звание ротмистра, Исрафил бек Едигаров сражался с восставшими венграми. 29 января 1851 года подполковник Исрафил бек возвращается в Тифлис.
Участник Крымской войны. 4 июля 1854 года был назначен командиром вновь сформированного 2-го конно-мусульманского полка. В том же году награждён орденом Святой Анны 2-й степени. 17 января 1855 года "за отличие в делах против турок" произведён в полковники.
10 декабря 1855 года назначается начальником Карского округа, но из-за нахождения по болезни в Тифлисе в должность не вступил.
В 1856 году награждён орденом Святого Станислава 2-й степени с Императорской короной. 16 марта 1859 года награждён орденом Святой Анны 2-й степени с Императорской короной и мечами. 22 августа 1860 года награждён знаком отличия беспорочной службы за XX лет. В 1863 был награждён орденом Святого Владимира 4-й степени.
За отличие по службе 8 ноября1866 года Исрафил бек Едигаров производится в генерал-майоры.
В 1869 генерал Едигаров был награждён орденом Святого Владимира 3-й степени.
Участник Русско-турецкой войны 1877—1878 гг. По приказу Главнокомандующего Кавказской армией Великого князя Михаила Николаевича 6 июня 1877 года был командирован в распоряжение командующего действующим корпусом на турецкую границу. Участвовал в боях за Ыгдыр, Сардарабад, Арпачай, Кюрек, Карс. «За отличие в делах против турок» в том же году награждён орденом Святой Анны 1-й степени с мечами.
14 апреля 1883 года Исрафил бек Едигаров был произведен в генерал-лейтенанты и уволен от службы с мундиром и пенсией полнго оклада.
Исрафил бек Едигаров имел двухэтажный дом в селе Текели, каменный дом со всеми условиями в Тифлисе, несколько магазинов, село Хорпухис-Санели, Казиух-Калоне, Челебли, Кёрпюлю, Энвели, Лорис-Агек, а также 2000 десятин земли. Им была обустроена священная могила сына одного из 12 шиитских имамов в Гянджинском уезде (с. Зазалу), которая является местом поклонения мусульман (Имамзаде) и поныне. Умер в 1885 году.

### Семья
Жена Исрафил бека Саида была дочерью ротмистра Исмаил бека Везирова. У генерал-лейтенанта было 7 детей: Сакина (родилась 27 марта 1843), Рахим бек (родился 10 октября 1845), Хейраниса (родилась 23 декабря 1850). Керим бек (родился 21 января 1854), Маммед бек (родился 25 августа 1855), близнецы Гасан бек и Гусейн бек (родились 8 октября 1856).